# Grand Prix automobile de France 1930

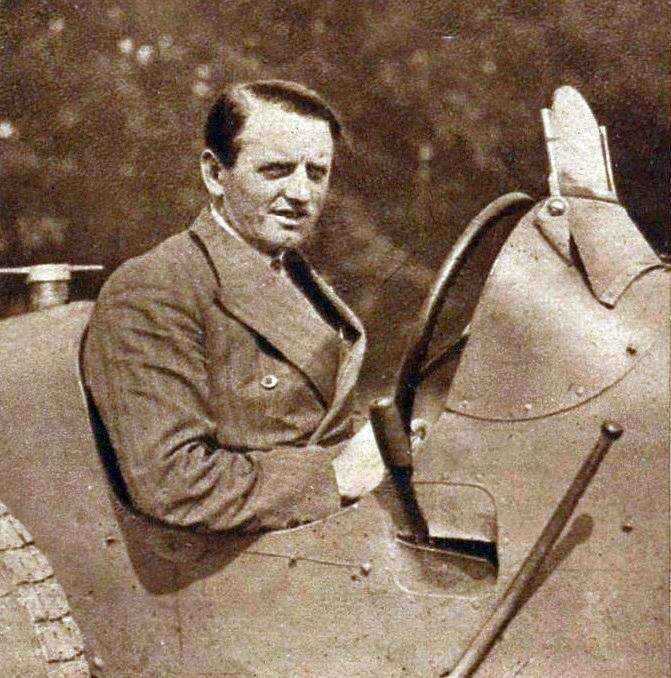
Philippe Étancelin, vainqueur du Grand Prix de l'A.C.F. 1930...

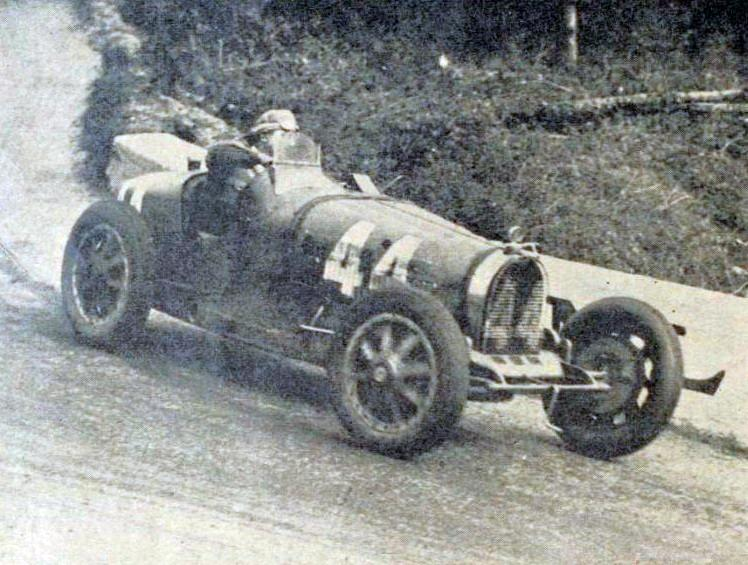
...ici en course.

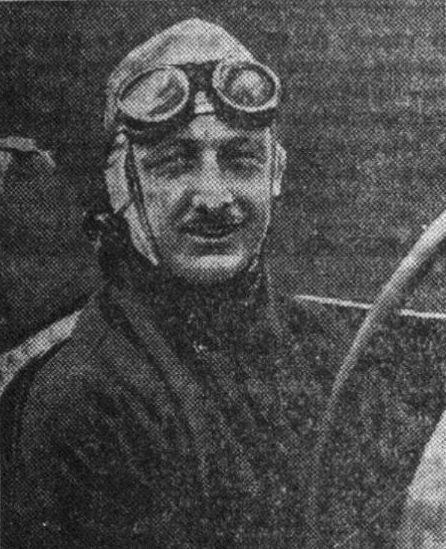
Tim Birkin, deuxième du Grand Prix de l'A.C.F. 1930 à Pau, sur Bentley 'Blower'.

Le Grand Prix automobile de France 1930 est un Grand Prix organisé par l'Automobile Club de France qui s'est tenu à Pau le 21 septembre 1930. L'épreuve se déroule en vingt-cinq tours d'un parcours de 15,835 km empruntant la route de Tarbes et celle reliant Pau à Morlaàs.

### Article connexe

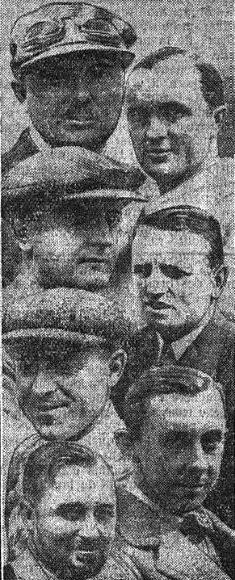
Candidats au Grand Prix de l'A.C.F. à Pau en 1930 (G en haut à D en bas Divo, Chiron, Williams, Étancelin, Le Houx, Dreyfus, et Sénéchal).

## Classement
| Pos. | no | Pilote                   | Automobile     | Tours | Temps/Abandon     |
| ---- | -- | ------------------------ | -------------- | ----- | ----------------- |
| 1    | 44 | Philippe Étancelin       | Bugatti T35C   | 25    | 2 h 43 min 18 s 4 |
| 2    | 18 | Tim Birkin               | Bentley Blower | 25    | 2 h 46 min 44 s 6 |
| 3    | 32 | Juan Zanelli             | Bugatti T35B   | 25    | 2 h 46 min 58 s 8 |
| 4    | 6  | Stanisław Czaykowski     | Bugatti T35C   | 25    | 2 h 51 min 27 s   |
| 5    | 38 | Jean de l'Espee          | Bugatti T35C   | 25    | 2 h 54 min 28 s 8 |
| 6    | 20 | Robert Sénéchal          | Delage 15S8    | 25    | 2 h 56 min 28 s 6 |
| 7    | 28 | Jean de Maleplane        | Bugatti T35C   | 25    | 3 h 0 min 58 s    |
| 8    | 48 | Henri Stoffel            | Peugeot 174S   | 25    | 3 h 1 min 6 s 2   |
| 9    | 74 | René Ferrand             | Peugeot 174S   | 25    | 3 h 9 min 8 s 4   |
| 10   | 72 | Robert Laly              | Aries          | 25    | 3 h 21 min 19 s 2 |
| Abd. | 16 | Guy Bouriat Louis Chiron | Bugatti T35B   | 24    | Moteur            |
| Abd. | 22 | Enzo Grimaldi            | Bugatti T35C   | 21    |                   |
| Abd. | 66 | Ferdinand Montier        | Montier-Ford   | 21    |                   |
| Abd. | 4  | Louis Casali             | La Perle       | 19    |                   |
| Abd. | 42 | G Daniel                 | Bugatti T35B   | 16    |                   |
| Abd. | 36 | Albert de Bondeli        | Bugatti T37    | 15    |                   |
| Abd. | 58 | William Grover-Williams  | Bugatti T35C   | 12    | Moteur            |
| Abd. | 40 | Louis Charavel           | Bugatti T35C   | 10    | Accident          |
| Abd. | 54 | Jean Gaupillat           | Bugatti T37    | 7     |                   |
| Abd. | 30 | Charles Montier          | Montier-Ford   | 4     |                   |
| Abd. | 64 | J Lumachi                | Bugatti T35B   | 3     | Moteur            |
| Abd. | 16 | Jean-Pierre Wimille      | Bugatti T37    | 2     | Moteur            |
| Abd. | 68 | Max Fourny               | Bugatti T35C   | 2     | Moteur            |
| Abd. | 52 | Georges Delaroche        | Bugatti T35C   | 2     | Moteur            |
| Abd. | 10 | Marcel Lehoux            | Bugatti T35B   | 0     | Boîte de vitesses |